# Храм Нерукотвореног Лика Господњег
Храм Нерукотвореног Лика Господњег је Српска православна црква која се налази на Вождовцу у селу Зуце и припада београдско-карловачкој архиепископији. 
Ово је први храм у свету који је посвеђен Нерукотвореном Лику Господњем при српској православој цркви.

## Изградња храма
Мештани села Зуце су се поводом изградње храма обратили загребачко-љубљанском митрополиту Јовану Павловићу,који је у то време мењао Патријарха српског Германа. Митрополит их је подржао и 8.јула 1990. године дао благослов да се изгради храм.
У летописима цркве се налазе податци који сведоче о томе да је на том истом месту некада била школа,црквена звона и да су се мештатина ту скупљали одавнина и вршили литије.
Камен темељац изградње храма освештао је његова Светост Патријарх српски Павле 16.јуна 1991. године уз саслужавање загребачко-љубљанског митрополита Јована Павловића и присуство многих свешетника и ђакона уз мноштво народа.
Архитектосно решење храма изградио је Малиша Живковић, а храм се изузетно брзо градио.
Патријарх српски Павле је уз присуство загребачко-љубљанског митрополита Јована Павловића освештао цркву и парохијски дом 11.августа 2002. године.
Градња парохијског дома је започета 1997. године а завршена 2002. године
Храм Нерукотвореног Лика Господњег је добио и своју поштанску маркицу